# Summenzähler (Philatelie)

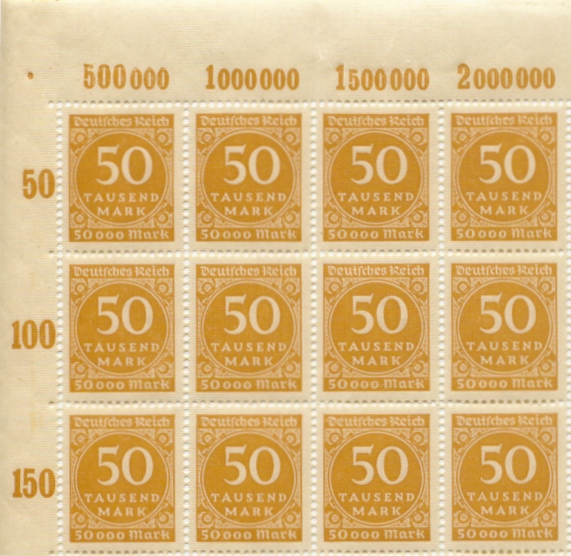
Randstück eines Briefmarkenbogens von 1923, auf die Tausenderangabe wurde beim Summenzähler verzichtet

Der Summenzähler auf dem linken Rand von Briefmarkenbögen ist ein abrechnungstechnisches Hilfsmittel für die mit dem Briefmarkenverkauf befassten Personen. Er zeigt, von oben beginnend, für jede Zeile die Summe der in einer Markenreihe vorhandenen Briefmarken an. Wird mit dem Aufbrauch des Schalterbogens an der rechten Markenreihe unten begonnen, kann mit Reihenwertzähler und Summenzähler durch Addition der angegebenen Werte schnell der Gesamtwert der im Bogen verbliebenen Marken ermittelt werden. Markenbögen, bei denen die Summenzählung am linken unteren Rand beginnt, stellen eine Ausnahme dar. Diese Bögen sind mit der rechten Markenreihe beginnend von oben nach unten aufzubrauchen.
Der Summenzähler erscheint in Form reiner Wertangaben oder als Kombination von Wertangabe und Währungsbezeichnung.
Briefmarken mit Bogenrandstücken, speziell auch solche mit Summenzählerangaben, gehören zu den von Philatelisten besonders gesuchten Stücken.